# Salem (televíziós sorozat)
A Salem 2014 és 2017 között vetített amerikai természetfeletti horrorsorozat, amelyet Brannon Braga és Adam Simon alkotott, a 17. századi salemi boszorkányperek alapján. A főbb szerepekben Janet Montgomery, Shane West, Seth Gabel, Tamzin Merchant és Ashley Madekwe látható.
Amerikában 2014. április 20-án a WGN America, Magyarországon 2021. július 7-én a FOX+ mutatta be.
Három évad után törölték a sorozatot.

## Ismertető
Mary Sibley, egy nagyhatalmú boszorkány, aki Salemben zajló boszorkánypereket irányítja azáltal, hogy a puritánok körében hisztériát kelt, miközben végrehajtja az ördög megidézésére irányuló tervét. Problémák merülnek fel, amikor rég elveszett szerelme, John Alden  visszatér Salembe, ami megnehezíti Mary terveit.

## Szereplők

### Főszereplők
| Szereplő                   | Színész          | Magyar hang         |
| -------------------------- | ---------------- | ------------------- |
| Mary Walcott / Mary Sibley | Janet Montgomery | Majsai-Nyilas Tünde |
| John Alden kapitány        | Shane West       | Markovics Tamás     |
| Cotton Mather              | Seth Gabel       | Csiby Gergely       |
| Anne Hale                  | Tamzin Merchant  | Mikecz Estilla      |
| Tituba                     | Ashley Madekwe   | Mentes Júlia        |
| Mercy Lewis                | Elise Eberle     | Rudolf Szonja       |
| Isaac Walton               | Iddo Goldberg    | Előd Álmos          |
| John magiszter             | Xander Berkeley  | Sörös Sándor        |
| John / Ördög               | Oliver Bell      | Gáll Dávid          |
| Sebastian von Marburg báró | Joe Doyle        | Miller Dávid        |

### Mellékszereplők
| Szereplő              | Színész          | Magyar hang       |
| --------------------- | ---------------- | ----------------- |
| George Sibley         | Michael Mulheren | Várkonyi András   |
| Azure Parsons         | Gloriana Embry   | Sipos Eszter Anna |
| Sammi Hanratty        | Dollie Trask     | Csifó Dorina      |
| Increase Mather       | Stephen Lang     |                   |
| Ingrid von Marburg    | Lucy Lawless     | Tóth Enikő        |
| Dr. Samuel Wainwright | Stuart Townsend  | Simon Kornél      |
| Belzebub              | Samuel Roukin    | Hajdu Tibor       |
| Thomas Dinley         | Marilyn Manson   |                   |

### Magyar változat
- Bemondó: Endrédi Máté
- Magyar szöveg: Vajda Evelin
- Hangmérnök és vágó: Hollósi Péter
- Gyártásvezető: Szőke Szilvia (1. évad), Vigvári Ágnes (2. évad), Böhm Anita (3. évad)
- Szinkronrendező: Molnár Kristóf
- Produkciós vezető: Gál Zsuzsanna

A szinkront a Direct Dub Studios készítette el.

## Évados áttekintés
| Évad | Évad | Részek száma | Részek száma | Eredeti sugárzás  | Eredeti sugárzás | Eredeti adó | Magyar sugárzás | Magyar sugárzás | Magyar adó |
| Évad | Évad | Részek száma | Részek száma | Évadbemutató      | Évadzáró         | Eredeti adó | Évadbemutató    | Évadzáró        | Magyar adó |
| ---- | ---- | ------------ | ------------ | ----------------- | ---------------- | ----------- | --------------- | --------------- | ---------- |
|      | 1.   | 13           | 13           | 2014. április 20. | 2014. július 13. | WGN America | 2021. július 1. | 2021. július 1. | FOX+       |
|      | 2.   | 13           | 13           | 2015. április 5.  | 2015. június 28. | WGN America | 2021. július 1. | 2021. július 1. | FOX+       |
|      | 3.   | 10           | 10           | 2016. november 2. | 2017. január 25. | WGN America | 2021. július 1. | 2021. július 1. | FOX+       |

## Epizódok

### Első évad (2014)
| Sor. | Év. | Cím                                                     | Rendező              | Író                               | Premier                           |
| ---- | --- | ------------------------------------------------------- | -------------------- | --------------------------------- | --------------------------------- |
| 1.   | 1.  | A fogadalom (The Vow)                                   | Richard Shepard      | Brannon Braga és Adam Simon       | 2014. április 20. 2021. július 1. |
| 2.   | 2.  | A kőgyermek (The Stone Child)                           | David Von Ancken     | Brannon Braga és Adam Simon       | 2014. április 27. 2021. július 1. |
| 3.   | 3.  | Hiába (In Vain)                                         | Alex Zakrzewski      | Elizabeth Sarnoff és Tricia Small | 2014. május 4. 2021. július 1.    |
| 4.   | 4.  | Túlélők (Survivors)                                     | David Von Ancken     | Jon Harmon Feldman                | 2014. május 11. 2021. július 1.   |
| 5.   | 5.  | Hazugságok (Lies)                                       | Sergio Mimica-Gezzan | Tricia Small és Elizabeth Sarnoff | 2014. május 18. 2021. július 1.   |
| 6.   | 6.  | A vörös rózsa és a vadrózsa (The Red Rose and the Bria) | P. J. Pesce          | Joe Menosky és Adam Simon         | 2014. május 25. 2021. július 1.   |
| 7.   | 7.  | A mi kis privát Amerikánk (Our Own Private America)     | David Von Ancken     | Adam Simon és Brannon Braga       | 2014. június 1. 2021. július 1.   |
| 8.   | 8.  | Távozások (Departures)                                  | Alex Zakrzewski      | Jon Harmon Feldman                | 2014. június 8. 2021. július 1.   |
| 9.   | 9.  | Gyermekek, féljetek (Children, Be Afraid)               | David Grossman       | Elizabeth Sarnoff és Tricia Small | 2014. június 15. 2021. július 1.  |
| 10.  | 10. | A kínok háza (The House of Pain)                        | David Von Ancken     | Adam Simon és Joe Menosky         | 2014. június 22. 2021. július 1.  |
| 11.  | 11. | A macska és az egér (Cat and Mouse)                     | Tricia Brock         | Jon Harmon Feldman                | 2014. június 29. 2021. július 1.  |
| 12.  | 12. | Hamu a hamuhoz (Ashes, Ashes)                           | Bill Johnson         | Brannon Braga és Adam Simon       | 2014. július 6. 2021. július 1.   |
| 13.  | 13. | Mind meghalunk (All Fall Down)                          | David Von Ancken     | Brannon Braga és Adam Simon       | 2014. július 13. 2021. július 1.  |

### Második évad (2015)
| Sor. | Év. | Cím                    | Rendező         | Író                             | Premier                           |
| ---- | --- | ---------------------- | --------------- | ------------------------------- | --------------------------------- |
| 14.  | 1.  | Pusztítás! (Cry Havoc) | Nick Copus      | Brannon Braga és Adam Simon     | 2015. április 5. 2021. július 1.  |
| 15.  | 2.  | Blood Kiss             | Allan Arkush    | Brannon Braga és Adam Simon     | 2015. április 12. 2021. július 1. |
| 16.  | 3.  | From Within            | Alex Zakrzewski | Kelly Souders és Brian Peterson | 2015. április 19. 2021. július 1. |
| 17.  | 4.  | Book of Shadows        | Allan Kroeker   | Joe Menosky és Adam Simon       | 2015. április 26. 2021. július 1. |
| 18.  | 5.  | The Wine Dark Sea      | Peter Weller    | Turi Meyer és Al Septien        | 2015. május 3. 2021. július 1.    |
| 19.  | 6.  | Ill Met by Moonlight   | Nick Copus      | Brian Peterson és Kelly Souders | 2015. május 10. 2021. július 1.   |
| 20.  | 7.  | The Beckoning Fair One | Joe Dante       | Donna Thorland és Adam Simon    | 2015. május 17. 2021. július 1.   |
| 21.  | 8.  | Dead Birds             | Alex Kalymnios  | Joe Menosky és Adam Simon       | 2015. május 24. 2021. július 1.   |
| 22.  | 9.  | Wages of Sin           | David Grossman  | Al Septien és Turi Meyer        | 2015. május 31. 2021. július 1.   |
| 23.  | 10. | Til Death Do Us Part   | Tim Andrew      | Kelly Souders és Brian Peterson | 2015. június 7. 2021. július 1.   |
| 24.  | 11. | On Earth as in Hell    | Nick Copus      | Joe Menosky és Adam Simon       | 2015. június 14. 2021. július 1.  |
| 25.  | 12. | Midnight Never Come    | Alex Zakrzewski | Donna Thorland és Adam Simon    | 2015. június 21. 2021. július 1.  |
| 26.  | 13. | The Witching Hour      | Brannon Braga   | Adam Simon                      | 2015. június 28. 2021. július 1.  |

### Harmadik évad (2016-2017)
| Sor. | Év. | Cím                               | Rendező        | Író                             | Premier                            |
| ---- | --- | --------------------------------- | -------------- | ------------------------------- | ---------------------------------- |
| 27.  | 1.  | A bűnbeesés után (After the Fall) | Nick Copus     | Brannon Braga és Adam Simon     | 2016. november 2. 2021. július 1.  |
| 28.  | 2.  | The Heart Is a Devil              | Tim Andrew     | Adam Simon                      | 2016. november 9. 2021. július 1.  |
| 29.  | 3.  | The Reckoning                     | Wayne Yip      | Kelly Souders és Brian Peterson | 2016. november 16. 2021. július 1. |
| 30.  | 4.  | Night's Black Agents              | Joe Dante      | Joe Menosky és Donna Thorland   | 2016. november 30. 2021. július 1. |
| 31.  | 5.  | The Witch Is Back                 | Nick Copus     | Adam Simon                      | 2016. december 7. 2021. július 1.  |
| 32.  | 6.  | Wednesday's Child                 | Peter Weller   | Donna Thorland és Adam Simon    | 2016. december 14. 2021. július 1. |
| 33.  | 7.  | The Man Who Was Thursday          | Jennifer Lynch | Brian Peterson és Kelly Souders | 2017. január 4. 2021. július 1.    |
| 34.  | 8.  | Friday's Knights                  | Nick Copus     | Adam Simon és Donna Thorland    | 2017. január 11. 2021. július 1.   |
| 35.  | 9.  | Saturday Mourning                 | Jennifer Lynch | Kelly Souders és Brian Peterson | 2017. január 18. 2021. július 1.   |
| 36.  | 10. | Black Sunday                      | Adam Simon     | Adam Simon                      | 2017. január 25. 2021. július 1.   |

## A sorozat készítése
A sorozat először 2012 júliusában jelent meg a WGN America fejlesztési listájának részeként. 2013. június 4-én a WGN America berendelte a sorozatot. 2013. november 8-án kezdődött a sorozat forgatása Shreveportban, a 17. századi Massachusettset tükröző, nagyszabású díszletben.